# Khan Tengri
El Khan Tengri és una muntanya de 7.010 metres d'altitud al massís del Tian Shan. S'ubica al triangle fronterer entre la Xina, el Kirguizstan i el Kazakhstan, a l'est del llac Issik Kul.
El Khan Tengri és el pic més alt del Kazakhstan, la segona més alta de la serralada del Tian Shan, superada només pel Jengish Chokusu (7.439 m), i la tercera del Kirguizstan, després del Jengish Chokusu i el pic Lenin (7.134 m). És la muntanya més septentrional del món que supera els set mil metres.
El 26 d'agost del 1999, se signà un històric acord entre el president de la República Popular de la Xina i els de les repúbliques del Kazakhstan i el Kirguizstan al voltant de la pertinença territorial del Khan Tengri. Es decidí que el cim seria el punt d'unió entre els tres estats.
El primer a identificar la muntanya fou el biòleg i geògraf rus Piotr Semiónov-Tian-Xanski, que pensà que era el cim més alt del Tian Shan (en realitat, ho és el Jengish Chokusu).
El primer intent d'assolir el cim, sense èxit, fou el de l'alemany Gottfried Merzbacher el 1902. Però el primer a aconseguir-ho fou l'escalador ucraïnès Mikhail Prohrebetsky, juntament amb el soviètic Boris Tjurin i l'alemany Franz Sauberer.